# KBO 리그 홈런 관련 기록 - 팀
다음은 팀 KBO 리그 홈런 관련 기록이다.

## 시즌 기록

### 한 시즌 팀 최다 홈런 순위
| 순위 | 기록  | 팀   | 연도   | 경기수  | 경기당 홈런수 | 정규 리그 순위 | 주석 및 기타    |
| 1    | 234개 | SK   | 2017년 | 144경기 | 1.63개        | 5위            |                 |
| 2    | 233개 | SK   | 2018년 | 144경기 | 1.62개        | 2위            | 한국시리즈 우승 |
| 3    | 213개 | 삼성 | 2003년 | 133경기 | 1.60개        | 4위            |                 |
| 4    | 210개 | 해태 | 1999년 | 132경기 | 1.59개        | 4위            |                 |
| 5    | 208개 | 현대 | 2000년 | 133경기 | 1.56개        | 1위            | 통합우승        |
| 6    | 207개 | 삼성 | 1999년 | 132경기 | 1.56개        | 4위            |                 |
| 7    | 206개 | KT   | 2018년 | 144경기 | 1.43개        | 9위            |                 |
| 8    | 203개 | 넥센 | 2015년 | 144경기 | 1.41개        | 4위            |                 |
| 9    | 203개 | 롯데 | 2018년 | 144경기 | 1.41개        | 7위            |                 |
| 10   | 199개 | 넥센 | 2014년 | 128경기 | 1.55개        | 2위            |                 |

### 팀 한 시즌 최다 홈런 기록 추이
| # | 기록  | 연도   | 팀     | 경기수  | 승패          | 경기당 홈런수 | 정규 리그 순위     | 주석 및 기타 |
|   | 84개  | 1982년 | 해태   | 80경기  | 38승 42패     | 1.05개        | 전기 4위, 후기 4위 |              |
|   | 90개  | 1983년 | 삼성   | 100경기 | 46승 50패 4무 | 0.90개        | 전기 5위, 후기 2위 |              |
|   | 99개  | 1985년 | 해태   | 108경기 | 57승 52패 1무 | 0.91개        | 전기 3위, 후기 3위 |              |
|   | 105개 | 1987년 | 삼성   | 108경기 | 64승 44패     | 0.97개        | 전기 1위, 후기 1위 |              |
|   | 112개 | 1988년 | 해태   | 108경기 | 68승 38패 2무 | 1.03개        | 전기 1위, 후기 1위 |              |
|   | 131개 | 1990년 | 삼성   | 120경기 | 66승 52패 2무 | 1.09개        | 2위                |              |
|   | 144개 | 1991년 | 해태   | 126경기 | 79승 42패 5무 | 1.14개        | 1위                |              |
|   | 146개 | 1992년 | 빙그레 | 126경기 | 81승 43패 2무 | 1.16개        | 2위                |              |
|   | 165개 | 1997년 | 삼성   | 126경기 | 66승 53패 7무 | 1.31개        | 4위                |              |
|   | 213개 | 2003년 | 삼성   | 133경기 | 76승 53패 4무 | 1.60개        | 4위                |              |
|   | 234개 | 2017년 | SK     | 144경기 | 75승 1무 68패 | 1.63개        | 5위                |              |

## 한 경기 기록

### 홈런

#### 한 경기 양 팀 최다 홈런 기록 추이
| # | 기록 | 팀                        | 날짜         | 구장 | 경기 결과           | 주석 및 기타                   |
|   | 4개  | 삼성(1개): MBC(3개)       | 1982. 03. 27 | 서울 | 7 - 11              | MBC 이종도 연장 10회 만루 홈런 |
|   | 5개  | OB(3개): 롯데(2개)        | 1982. 05. 20 | 구덕 | 6 - 11              | [ 1 ]                          |
|   | 7개  | 1982.07                   |              |      |                     |                                |
|   | 8개  | 해태(3개): 롯데(5개)      | 1983. 08. 09 | 부산 | 5 - 13              | [ 2 ]                          |
|   | 9개  | OB (6개): 쌍방울(3개)     | 1992. 06. 17 | 전주 |                     |                                |
|   | 10개 | 빙그레 (7개): 쌍방울(3개) | 1992. 07. 15 | 전주 | 15 - 6              | [ 3 ]                          |
|   | 11개 | 해태 (5개): 삼성(6개)     | 1997. 06. 18 | 대구 | 13 - 13 (연장 10회) | [ 4 ]                          |
|   | 14개 | 현대 (10개): 한화(4개)    | 2000. 04. 05 | 대전 |                     |                                |

## 연속 기록
2017년 6월22일 기아타이거즈 팀연속경기홈런 21경기 연속 홈런 2016 SK와이번스와 타이기록

## 기타 기록

### 한 이닝 최다 홈런 기록 추이
| # | 기록 | 팀   | 타자                                           | 날짜         | 구장 | 상대 팀 | 상대 투수 | 경기 결과  | 주석 및 기타 |
|   | 3개  | MBC  | 3회초, 8번 이광은, 3번 김용윤(2점), 4번 백인천 | 1992. 05. 16 | 사직 | 롯데    |           | 7-5 MBC 승 | [ 5 ]        |
|   | 5개  | 현대 | 7회초.                                         | 2000. 04. 05 | 대전 | 한화    |           |            |              |

## 같이 보기
- 한국 프로 야구 안타 관련 기록 - 개인